# Winifred Hyson
Winifred Hyson, née Winifred Chandler Prince le 21 février 1925 à Schenectady et morte le 6 décembre 2019 à Bethesda, est une compositrice et professeure de musique américaine.

## Biographie
Winifred Chandler Prince naît le 21 février 1925 à Schenectady dans l'État de New York. Ses parents sont fille de David Chandler Prince et Winifred Notman Prince.
Winifred Hyson étudie la physique à l'Université d'Harvard,.
Winifred Hyson étudie la physique à l'université Harvard,.
Elle se marie en 1946 avec Charles David Hyson et le couple se rend en 1948 en Norvège et au Portugal dans le cadre de l'implantation du Plan Marshall. Après la naissance de ses trois enfants et son installation  à Bethesda dans le Maryland, elle s'oriente vers des études musicales à l'American University.
Elle étudie le piano avec Evelyn Swarthout Hayes et Roy Hamlin Johnson. Elle obtient un certificat comme enseignante de théorie musicale et de composition, ainsi qu'un Lifetime Master Teacher Certificate de piano de l'Association nationale des professeurs de musique (en). En plus de ses œuvres pour piano, elle compose des œuvres vocales, des lieders, ainsi qu'une comédie musicale : Ladies First: Songs, Rhymes and Times of the President's Wives.
Elle meurt le 6 décembre 2019 à Bethesda (Maryland).

## Œuvres
- Song of Job's Daughter
  1. Injonction
  2. High Tide
  3. Lullaby for a Man-Child
  4. Two and a Child
  5. Birthday
  6. My Phoenix